# Barbara Wisse
Barbara Marta Wisse (1968) is een Nederlands psycholoog en hoogleraar aan de Rijksuniversiteit Groningen.
Wisse studeerde psychologie in Groningen en promoveerde in 1999 aan de Universiteit Leiden op het proefschrift "Determinants of the use of hard and soft influence tactics". Na haar promotie was ze wetenschappelijk medewerker aan de Vrije Universiteit Amsterdam. Sinds 2009 is ze adjunct-hoogleraar "Sociale beïnvloeding in organisaties" aan faculteit voor Gedrags- en Maatschappijwetenschappen van de Rijksuniversiteit Groningen.  

## Publicaties
- 1999. Determinants of the use of hard and soft influence tactics. Leiden : Kurt Lewin Instituut.
- 2006. Affective match: leader emotional displays, follower positive affect, and follower performance. Met Frederic Damen en Daan van Knippenberg. Rotterdam : Erasmus Research Institute of Management (ERIM).
- 2006. Leadership and fairness: the state of the art. Met Daan van Knippenberg en David De Cremer. Rotterdam : Erasmus Research Institute of Management (ERIM).
- 2007. Leader affective displays and attributions of charisma : the role of arousal. Met Frederic Damen en Daan van Knippenberg. Rotterdam : Erasmus Research Institute of Management, Erasmus University.